# Northlake (Teksas)
Northlake je gradić u američkoj saveznoj državi Teksas. Prema popisu stanovništva iz 2010. u njemu je živjelo 1.724 stanovnika.